# Mestna avtobusna linija št. 70 (Szczecin)
Mestna avtobusna linija številka 70 (Kamieniec – Urząd Miasta) je ena izmed avtobusnih linij javnega mestnega prometa v Szczecinu. Povezuje vas Kamieniec in Mestno hišo. Linija je začela obratovati 1971.

## Trasa (03.2014)
URZĄD MIASTA – al. Jana Pawła II – Piłsudskiego – Matejki – Małopolska – Starzyńskiego – Szczerbcowa – Wały Chrobrego – Jarowita - Jana z Kolna – Nabrzeże Wieleckie – DWORZEC GŁÓWNY - Kolumba - Tama Pomorzańska - Szczawiowa - ELEKTROWNIA POMORZANY - Szczawiowa - Ustowska - Ustowo - Kurów - Siadło Dolne - Siadło Górne - Kołbaskowo - MOCZYŁY - Rosówek Granica - KAMIENIEC